# Cita en el quirófano
«Cita en el quirófano» es el primer sencillo de Para ti con desprecio, el tercer álbum de estudio de la banda de Rock alternativo mexicana Panda. En este álbum ocupa la pista n°4, fue lanzado como sencillo oficial en agosto de 2005.

## Canción
Esta canción fue escrita por José Madero, llegando a los primeros lugares en las listas de Rock Alternativo y Rock Hispano en muchos países de América Latina y Estados Unidos. Así se convirtió en uno de sus mayores éxitos hasta la fecha. La canción habla sobre los sentimientos de rabia, odio, dolor, etc, hacia una expareja, y que esto puede generar a tener "malos pensamientos", que solo en sueños se atreve a hacer.

## Videoclip
El video musical de la canción debutó el 7 de septiembre de 2005, sobre MTV Latinoamérica en México y América del Sur y fue dirigido por Rodrigo Guardiola.

## Posicionamiento en listas
| Lista (2006) | Mejor posición |
| ------------ | -------------- |
| España       | 40             |
| Los 40       | 26             |